# خالد بن مساعد بن عبد العزيز آل سعود
الأمير خالد بن مساعد بن عبد العزيز آل سعود (1942- 8 سبتمبر 1965)، الابن الأكبر للأمير مساعد بن عبد العزيز آل سعود وأمه هي وطفا بنت محمد الطلال الرشيد بنت أخر أمراء آل رشيد امراء قبيلة شمر.

## ميوله الدينية
كان الأمير خالد بن مساعد بن عبد العزيز آل سعود في شبابه خطيبًا في أحد المساجد، وكان يرى في التلفاز «خطراً على الأمة». قام بعدها بالهجوم المسلح على مبنى «التلفزيون السعودي» في الرياض في عام 1965م بالأسلحة وعمره حينها 23 سنة.

## مقتله
في يوم الأربعاء 13 جمادى الأولى 1395هـ الموافق 8 سبتمبر 1975، أرسل وزير الداخلية آنذاك فهد بن عبد العزيز آل سعود (ملك السعودية فيما بعد)، فرقة من رجال الأمن بقيادة الفريق أول / محمد بن هلال المطيري، لإلقاء القبض عليه حيث كان في سكنه في حي الخزان في الرياض وبين أبنائه. فخرج لرجال الأمن وطلبوا منه اعتقاله فقال لهم «سأذهب بسيارتي»، وحين رفضوا قام بإطلاق النار في ساق أحدهم، فبادلوه بوابل من الرصاص حيث توفي.

## عائلته
متزوج من دانة المنديل ولديهما من الأبناء:
- الأميرة الجوهرة بنت خالد بن مساعد بن عبد العزيز آل سعود. متزوجة من الأمير مشعل بن ماجد بن عبد العزيز آل سعود
- الأمير عبد العزيز بن خالد بن مساعد بن عبد العزيز آل سعود.
- الأمير عبد الرحمن بن خالد بن مساعد بن عبد العزيز آل سعود.[1]
- الأميرة سارة بنت خالد بن مساعد بن عبد العزيز آل سعود، متزوجة من الأمير عبد العزيز بن سلمان بن عبد العزيز آل سعود